# Миронівка (Олександрійський район)
Миро́нівка — село в Україні, у Олександрійському районі Кіровоградської області. Населення становить 712 осіб. Колишній центр Миронівської сільської ради.

## Історія
Станом на 1886 рік у селі, центрі Миронівської волості Олександрійського повіту Херсонської губернії, мешкало 1514 осіб, нараховувалось 257 дворових господарств, існували православна церква, поштова станція, школа, 3 лавки.
Під час організованого радянською владою Голодомору 1932—1933 років померло щонайменше 232 жителі села.
23 листопада 2014 року у селі невідомі завалили пам'ятник Леніну.

## Населення
Згідно з переписом УРСР 1989 року чисельність наявного населення села становила 708 осіб, з яких 328 чоловіків та 380 жінок.
За переписом населення України 2001 року в селі мешкало 720 осіб.

### Мова
Розподіл населення за рідною мовою за даними перепису 2001 року:
| Мова       | Відсоток |
| ---------- | -------- |
| українська | 94,38 %  |
| російська  | 3,09 %   |
| вірменська | 1,83 %   |
| молдовська | 0,56 %   |
| білоруська | 0,14 %   |

## Відомі люди
- Петров Іван Семенович (1924–1990) — український живописець, уродженець села.